# Strojnogłowik amazoński
Strojnogłowik amazoński, ciszek obrożny (Arremon taciturnus) – gatunek małego ptaka z rodziny pasówek (Passerellidae). Występuje w Ameryce Południowej na dużych obszarach wilgotnego lasu równikowego. Jest gatunkiem najmniejszej troski.

## Systematyka
Gatunek ten po raz pierwszy zgodnie z zasadami nazewnictwa binominalnego opisał Johann Hermann, nadając mu nazwę Tanagra taciturna. Opis ukazał się w 1783 roku w pracy „Tabula affinitatum animalium (etc.)”. Autor nie podał miejsca typowego, przyjmuje się, że była to Kajenna w Gujanie Francuskiej.
Międzynarodowy Komitet Ornitologiczny (IOC) wyróżnia dwa podgatunki Arremon taciturnus:
- A. t. taciturnus (Hermann, 1783)
- A. t. nigrirostris Sclater, PL, 1886.

Na liście ptaków świata opracowywanej przy współpracy BirdLife International z autorami Handbook of the Birds of the World takson ten uznawany jest za gatunek monotypowy.
Przez długi czas za podgatunki strojnogłowika amazońskiego uważano także strojnogłowika półobrożnego (Arremon semitorquatus) oraz strojnogłowika żółtoskrzydłego (Arremon axillaris).

### Etymologia
- Arremon: gr. αρρημων arrhēmōn, αρρημονος arrhēmonos „cichy, bez mowy”, od negatywnego przedrostka α- a-; ῥημων rhēmōn, ῥημονος rhēmonos „mówca”, od ερω erō „będę mówić”, od λεγω legō „mówić”[11].
- taciturnus: łac. tacitus – „cichy”, łac. tacere – „być cicho”[12].

## Morfologia
Nieduży ptak ze średniej wielkości, czarnym dziobem. Tęczówki brązowe. Nogi szaroróżowe. Występuje niewielki dymorfizm płciowy. Jeden z najmniejszych gatunków w rodzaju Arremon. Głowa czarna z trzema wąskimi białymi paskami – dwoma nadocznymi i jednym centralnym – rozpoczynającymi się od nasady dzioba, a kończącymi na karku. Głowa kontrastuje z białym gardłem i podgardlem. Dolna część ciała jasna, u samców biała, u samic kremowa. Górne części ciała zielone, przechodzące w żółty w okolicach zacięcia skrzydeł. Ogon stosunkowo krótki, zielony. Młode osobniki są ciemniej ubarwione. Głowa ciemna z ciemną oliwkową górną częścią. Brak żółtego odcienia na bokach skrzydeł.
Długość ciała z ogonem 15 cm. A. t. nigrirostris – długość skrzydła: samiec 76–80 mm, samica 74–75 mm, długość ogona: samiec 64–67 mm, samica 58–60 mm, długość dzioba 14–15 mm. A. t. taciturnus – masa ciała: samiec 24,6 g ± 1,32 g, samica 24,3 g ±1,26 g.

## Zasięg występowania
Strojnogłowik amazoński jest endemitem Ameryki Południowej, występującym w przedziale wysokości od poziomu morza do 1500 m n.p.m. (górna granica zasięgu występowania w Wenezueli dochodzi do 1500 m, w Peru do 1000 m, a w Boliwii do 1300 m n.p.m.). Jest gatunkiem osiadłym. Jego zasięg występowania według szacunków organizacji BirdLife International obejmuje 9,91 mln km². Poszczególne podgatunki występują:
- A. t. taciturnus – wschodnia Kolumbia (dolina rzeki Orinoko), w Wenezueli (stany Bolívar i Amazonas), w regionie Gujana, w środkowej i północno-wschodniej Brazylii (na wschód od Mato Grosso i Amazonas, na południe do Mato Grosso do Sul i Espírito Santo) i w północno-wschodniej Boliwii,
- A. t. nigrirostris – południowo-wschodnie Peru (Cuzco i Puno) i północna Boliwia (departamenty Pando, La Paz i Cochabamba)[13].

## Ekologia
Głównym habitatem strojnogłowika amazońskiego jest podszyt wilgotnego lasu równikowego, lokalnie także gęste zarośla lasu wtórnego. Spotykany jest także na plantacjach kawy w sąsiedztwie zalesionych wilgotnych wąwozów. Informacje o diecie tego gatunku są bardzo skąpe. Wszystkie dostępne źródła wskazują na to, że głównym składnikiem pożywienia tego gatunku są owady: chrząszcze (ryjkowcowate, kusakowate), błonkoskrzydłe (mrówkowate, Myrmicinae, Crematogastrini), prostoskrzydłe, (Blattidae), pluskwiaki, pluskwiaki różnoskrzydłe, muchówki i termity. Występuje zazwyczaj pojedynczo lub w parach. Długość pokolenia jest określana na 3,7 lat. 

### Rozmnażanie
W badaniach przeprowadzonych w Peru gniazda z jajami najwcześniej znajdywano w sierpniu, a najpóźniej w grudniu. Gniazdo, dość nietypowo dla przedstawicieli rodzaju Arremon, nie jest w postaci otwartej filiżanki tylko w postaci kopuły z bocznym wejściem. Umieszczone jest zazwyczaj w pobliżu strumieni często nad samym gruntem, na łagodnych zboczach. Wejście do gniazda skierowane jest w dół zbocza, tyłem do pobliskiego drzewa czy zwalonej kłody. Średnie zewnętrzne wymiary gniazda wynosiły 121,1 x 132,8 ± 19,6 mm długości i szerokości oraz 124,8 mm wysokości (n = 10). Wejście do gniazda miało średnio 56,5 mm szerokości, 75,7 ± 11,9 mm wysokości. Odległość wewnętrzna od wejścia do tylnej ściany komory wynosiła średnio 72,8 mm przy średniej głębokości kubka wewnętrznego 56,5 mm. Zewnętrzna część gniazda składa się z suchego bambusa, małych korzeni, liści drzew i świeżych liści paproci, które mają zapewniać kamuflaż. Gniazdo wyścielone jest drobnymi korzonkami oraz suchymi i świeżymi liśćmi. W lęgu dwa jaja o zmiennym ubarwieniu od jednolicie białego do białego z brązowymi plamkami o różnym natężeniu. Średnia masa jaja wynosiła 3,50 g (zakres 2,85–4,10 g, n = 23), średnia długość 23,6 mm (zakres 21,8–24,9 mm), a szerokość 17,4 mm (zakres 16,1–17,9 mm).

## Status
W Czerwonej księdze gatunków zagrożonych IUCN strojnogłowik amazoński jest klasyfikowany jako gatunek najmniejszej troski (LC – Least Concern). Liczebność populacji nie została oszacowana, ale ptak ten jest opisywany jako dosyć pospolity. BirdLife International uznaje trend liczebności populacji za spadkowy ze względu na wylesianie w obrębie zasięgu występowania gatunku.